# TruemanTV
TruemanTV war das erste Langzeit-Internet-Lifecasting-Projekt, bei dem das Leben des Berliners Marcel Kotzur über 460 Tage 24 Stunden am Tag hinweg live per Video im Internet ungeschnitten verfolgt werden konnte. Per Livechat konnte auf ihn Einfluss genommen und mit ihm kommuniziert werden. Mit einem Notebook mit UMTS-Sender im Rucksack und einer Webcam am Kopf war Marcel immer auf Sendung. Auch zu Hause gab Marcel die Privatsphäre auf. Ob beim Frühstück oder beim Rasieren, die Zuschauer waren immer dabei. Das Liveprojekt lief vom 13. September 2007 bis zum 21. Dezember 2008.
Danach blieb es noch für ca. zwei Jahre eine Online-Community, bei der die Teilnehmer auch selbst einmal in die Rolle von Trueman schlüpfen konnten.

## Geschichte
Ursprünglich war geplant, drei Monate lang ein Leben live im Internet zu zeigen. Doch nach kurzer Zeit wurde klar, dass es ein längerfristiges Projekt werden würde.

## Verlauf
Nach 111 Tagen 11 Stunden und 11 Minuten verzeichnete TruemanTV User Nummer 11001. Es kam ein weiterer Videostream hinzu, bald konnten die Zuschauer auch selbst aktiv am Programm teilnehmen.
Bis zum 14. Januar 2009 zählte trueman.tv fast 19.000 Nutzer.
Am 1. Februar 2009 ging TruemanTV in TruemanTV 2.0 über, eine Community unter dem Slogan „Stream your Life“. Es wurde um zahlreiche Funktionen erweitert.
Bei TruemanTV steht nunmehr nicht nur ein Leben im Mittelpunkt der Seite, sondern es ist eine Gemeinschaft mit dem Schwerpunkt Internet-Livecast. Die alten Zuschauerzahlen konnte TruemanTV 2.0 aber nicht mehr erreichen.